# Agentur für Qualitätssicherung, Evaluation und Selbstständigkeit von Schulen
Die AQS (Agentur für Qualitätssicherung, Evaluation und Selbstständigkeit von Schulen) war  zuständig für die externe Evaluation aller staatlichen Schulen in Rheinland-Pfalz. Sie war eine selbständige Organisation im Geschäftsbereich des Ministeriums für Bildung, Wissenschaft, Weiterbildung und Kultur (MBWWK) und der Präsidentin der Aufsichts- und Dienstleistungsdirektion (ADD) zugeordnet. Die AQS hatte ihren Sitz in Bad Kreuznach.
Die AQS führte im Auftrag des rheinland-pfälzischen Bildungsministeriums regelmäßig an allen Schulen in öffentlicher Trägerschaft eine externe Evaluation durch. 
Die externe Evaluation ist Bestandteil einer umfassenden Strategie schulischer Qualitätsentwicklung mit dem Ziel, Schulen Impulse zur nachhaltigen Verbesserung des Unterrichts und der schulischen Prozesse zu geben. Schul- und Unterrichtsentwicklungen, und nicht Kontrolle, sind also Auftrag der AQS.
Die Grundlage für die externe Evaluation war der Orientierungsrahmen Schulqualität des Bildungsministeriums, in dem die Qualitätskriterien für gute Schulen und guten Unterricht in Rheinland-Pfalz beschrieben sind.
■ Zur Datengewinnung wurden zum einen Fragebögen, Gespräche, Einblicknahmen in Unterricht und Dokumentenanalysen verwendet.
■ Zum anderen wurden Schulleiter, Lehrkräfte/Funktionsstelleninhaber, Schüler, Eltern und Sorgeberechtigte und (bei Berufsbildenden Schulen) außerschulische Partner befragt.
Dieser Ansatz trug entscheidend dazu bei, die jeweilige Schule in all ihren Facetten möglichst ausgewogen und realistisch abzubilden.
Im Anschluss an den Schulbesuch stellte die AQS-Teamleitung bei einer Rückmeldekonferenz (also in Anwesenheit von Kollegium, Eltern- und Schülervertretung) in der Schule die wichtigsten Ergebnisse des AQS-Besuchs vor. Sie bilden den Ausgangspunkt für weitere Maßnahmen zur Unterrichts- und Schulentwicklung und sind Grundlage für die mit der Schulaufsicht zu schließenden Zielvereinbarungen.
Am 15. September 2015 hat die rheinland-pfälzische Landesregierung bekannt gegeben, dass die AQS zum Ende des Schuljahres 2015/16 aufgelöst wird. Als Grund dafür werden Haushaltseinsparungen genannt.